# Masów
Masów est une localité polonaise du gmina de Łubniany dans la voïvodie et le powiat d'Opole.